# Emilia (cântăreață bulgară)
Emilia Bashur (n. 21 martie 1982, Gălăbovo, Bulgaria) este o cântăreață bulgară.

## Biografie
Emilia s-a născut la Galabovo pe 21 martie 1982. Are o soră mai mare, Daniela. Emilia a devenit interesată de muzică de la o vârstă fragedă și a început să cânte în corul local. Ea a început să învețe muzica tradițională bulgară cu Jivka Dimitrova și Dimitar Kolev. Câțiva ani mai târziu, ea a semnat un contract cu casa de discuri bulgară Payner.
În 1999, ea a înregistrat prima ei melodie - „Its over with you”, care a devenit populară în cultura pop-folk. Albumul ei de debut Veselo Momiche (Happy Girl) a avut succes.
Are un fiu, Ivan și o fiică, Mira.
Emilia a participat la Planeta Tours în 2004, 2005, 2006, 2007, 2009, 2010 și 2014.

## Discografie

### Albume
2001: Весело Момиче (Veselo Momiche — Happy Girl)
2002: Нежни Устни (Nezhni Ustni — Buze tandre)
2003: Ангел в Нощта (Angel v Noshta — Înger în noapte)
2005: Самотна Cтая (Samotna Staia — Lonely Room)
2006: Emilia - Cea mai bună selecție video
2006: Мисли за Mен (Misli za Men — Gândește-te la mine)
2008: Родена съм да те обичам (Rodena sum da te obicham – M-am născut să te iubesc)
2010: Така ми харесва (Taka mi haresva — Îmi place asta)
2012: Смелите си имат всичко (Smelite și imat vsichko — The Brave Have It All)
2015: Ех, Българийо красива (Eh, Balgariyo krasiva — Ah, frumoasa Bulgaria)

### Hituri
2007: Целувай ме – Cele mai bune balade (Tseluvay me – Kiss me)
2013: Златните хитове на Емилия (Zlatnite hitove na Emilia — Hiturile de aur ale Emilia)